# Maximiano
Marco Aurelio Valerio Maximiano (en latín: Marcus Aurelius Valerius Maximianus), apodado Hercúleo, fue césar —desde 285— y augusto —desde el 1 de abril de 286— del Imperio romano hasta el 1 de mayo de 305. Compartió el cargo de augusto con Diocleciano, coemperador y emperador senior, político creador de la tetrarquía.
Maximiano estableció su residencia en Tréveris, pero pasó gran parte de su tiempo en campaña. Notable comandante, estuvo presente en las más importantes campañas de la época; en el verano de 285 acabó con los rebeldes de la Galia conocidos como bagaudas, y en 285-288 combatió a las tribus germanas que habitaban a orillas del Rin, empleando tácticas de tierra quemada en el territorio de los alamanes para evitar una posible invasión a las provincias centroeuropeas.
El levantamiento de Carausio, responsable del control del canal de la Mancha que había sido nombrado por Maximiano, causó la rebelión de Britania y el noroeste de la Galia. Al principio Maximiano no pudo luchar contra el insurrecto, ya que su armada resultó seriamente dañada por las tormentas en 289 o 290, por lo que sobre Constancio recayó la responsabilidad de derrotar al sucesor de Carausio, Alecto, mientras el césar se encontraba en Germania. Tras la expulsión del líder rebelde (296) Maximiano se trasladó al sur para combatir a los piratas moros de la península ibérica y detener las incursiones bereberes en Mauritania. Concluida la campaña (298) retornó a Italia, donde vivió tranquilamente hasta 305. Por orden de Diocleciano abdicó el 1 de mayo de 305, pasando el título de augusto a Constancio y retirándose al sur de Italia.
A finales de 306 tomó de nuevo el título de augusto y apoyó la rebelión de su hijo Majencio en Italia; no obstante, en abril de 307 intentó deponer a su hijo y la tensión existente entre ambos hizo que Maximiano huyera a la corte de su yerno y sucesor de Constancio, Constantino, localizada en Tréveris. En la conferencia de Carnunto —celebrada en noviembre de 308— Diocleciano y Galerio obligaron a Maximiano a renunciar a sus pretensiones imperiales; no obstante, dos años después intentaría hacerse de nuevo con el poder mientras Constantino se encontraba de campaña en el Rin. El levantamiento no tuvo éxito a causa de la ausencia de apoyos y Maximiano sería capturado en Marsella, y condenado a muerte por Constantino. Maximiano fue obligado a suicidarse en el verano de 310 y, durante su guerra contra Constantino, su imagen fue eliminada de todos los lugares públicos. Sin embargo, después de que Constantino derrotase y matase a Majencio, la imagen de Maximiano fue rehabilitada y se ordenó su deificación.

## Juventud
Maximiano nació en Sirmio (Sremska Mitrovica, Serbia), una ciudad ubicada en la provincia de Panonia, c. 250 en el seno de una estirpe de comerciantes. Por otro lado, ciertos autores clásicos realizan débiles alusiones a una hipotética ascendencia iliria, a sus «virtudes como panonio, y a una severa educación recibida en el devastado territorio del Danubio. Maximiano se alistó como soldado con Diocleciano, desempeñándose durante los reinados de Aureliano (270-275) y Probo (276-282). Probablemente participó en la campaña mesopotámica de Caro (283) y asistió a la proclamación imperial de Diocleciano el 20 de noviembre de 284 en Nicomedia. El escritor Stephen Williams y el historiador Timothy Barnes consideran que el nombramiento de Maximiano como césar por parte de Diocleciano responde a una alianza previa entre estos dos hombres, que se evidencia en la probable participación de Maximiano en la campaña de Diocleciano contra Carino (283-285), aunque no existen pruebas concluyentes.
Aurelio Víctor lo describe como «un amigo digno de confianza, aunque un tanto maleducado, y un competente militar». Era un hombre inculto, mucho más inclinado a la acción que al pensamiento; de hecho el panegirista de 289, después de haber comparado sus hazañas a la victoria de Escipión el Africano sobre Aníbal, dio a entender que el comandante nunca había oído hablar de ella. Sus aspiraciones eran meramente militares, mientras que la responsabilidad política recaía exclusivamente en Diocleciano. Lactancio escribió que la actitud de Maximiano era mucho menos moderada que la de su compañero y denunció que se aprovechó de su posición para cumplir sus deseos más abyectos: lo acusó de pervertir a las herederas de los senadores e ir acompañado de muchachas vírgenes que complacían su inmoderada lascivia; no obstante, la credibilidad de Lactancio es limitada a causa de la hostilidad que mostraba con los líderes no cristianos.
Del matrimonio entre Maximiano y su esposa Eutropia nacieron Majencio y Fausta. No existen pruebas concluyentes que determinen el año de los nacimientos; los autores contemporáneos datan la del mayor entre 277 y 287, mientras que la de Fausta estaría c. 298. Ciertos escritores clásicos establecen que Teodora, esposa de Constancio I, era la alnada (hijastra) de Maximiano, lo que lleva a Otto Seeck y a Ernest Stein a decir que nació de un matrimonio anterior entre Eutropia y Aniabaliano. Barnes muestra su desacuerdo con esta teoría al decir que la noción que la sustenta parte del hipotético Kaisergeschichte, mientras que muchos otros autores hablan de una descendencia natural. Barnes concluye que Teodora no nació más tarde de 275, de un matrimonio anterior de Maximiano con una desconocida, probablemente con una de las descendientes de Aniabaliano.

## Nombramiento como césar
En el verano de 285 Diocleciano nombró a Maximiano como coemperador o césar en la ciudad de Mediolanum (Milán, Italia). Las causas de dicha decisión no están del todo claras, aunque resulta evidente que con los combates e insurrecciones de la mayor parte de las provincias imperiales —Galia, Siria, Egipto y el Danubio entre otras— Diocleciano necesitaba un militar competente que liderara las tropas romanas. Stephen Williams cree que el nombramiento era consecuencia de la mediocridad de Diocleciano como comandante, que consideró obvio que un militar como Maximiano le resultaría enormemente útil.

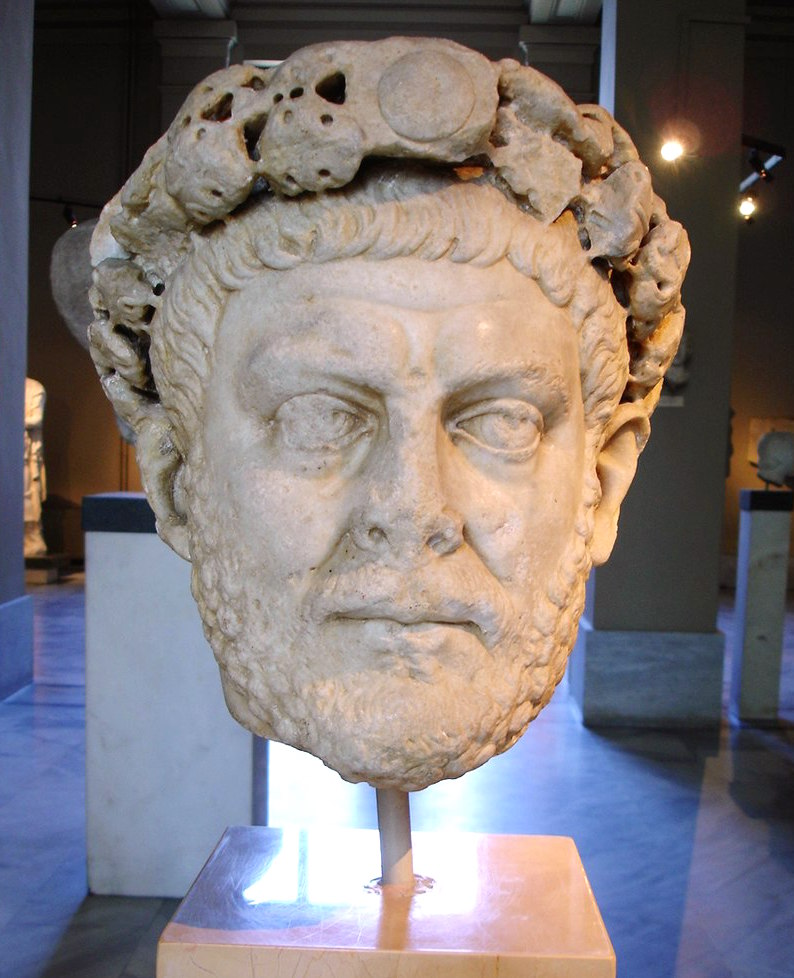
Busto de Diocleciano.

Cabe destacar además que Diocleciano no tenía descendientes varones, lo que llevó al dálmata a nombrar un césar que no perteneciera a su estirpe en quien pudiera confiar. El historiador William Seston escribe que Diocleciano, como muchos otros emperadores antes que él, adoptó a Maximiano como su filius augusti después de su nombramiento; no obstante, el también historiador Frank Kolb rechaza esta teoría al considerarla basada en una interpretación errónea de las evidencias papirológicas. Por otro lado, el planteamiento de Kolb se ve seriamente cuestionado por el hecho de que Maximiano tomara el nomen de la estirpe de Diocleciano, Valerio (Valerius).
Diocleciano era consciente de que el nombramiento dotaba al Imperio de una mayor estabilidad, pues existían precedentes de reinado compartido que invitaban al optimismo. Aureliano y Probo —que habían reinado en solitario— habían sido eliminados con sorprendente rapidez pese a sus éxitos militares mientras que unos pocos años atrás el emperador Caro y sus herederos habían reinado unidos, e incluso Octavio compartió responsabilidades, esencialmente militares, y existían muchos más casos desde el reinado de Marco Aurelio (161-180).
La relación política entre Diocleciano y Maximiano sería investida de connotaciones religiosas cuando, c. 287, Diocleciano asumió el título de Iovius y Maximiano el de Herculius. Ambos títulos eran plenamente simbólicos: Diocleciano asumió el papel dominante, el rol de Júpiter, responsabilizándose de los aspectos relativos a la ordenación y el mando; Maximiano era Hércules, el subordinado de la máxima divinidad. Con independencia de dicho simbolismo los emperadores romanos no eran dioses del culto imperial, sino instrumentos que estos mismos empleaban para hacer su voluntad en la tierra. Celebrados los rituales, Maximiano asumió el control de las provincias occidentales y se trasladó a la Galia para combatir a los bagaudas mientras su compañero retornaba al este.

## Campañas en Galia y Germania
Los bagaudas de Galia eran hasta entonces relativamente desconocidos, siendo la rebelión de 285 su primer hecho relevante. Eutropio los describe como un pueblo rural liderado por Amando y Eliano, mientras que Aurelio Víctor los tacha de simples bandidos. El historiador David S. Potter cree que eran más que campesinos, pues entre sus demandas estaba la autonomía política del territorio y la restitución del recientemente depuesto Caro —natural de la Galia Narbonense; en ese caso el Imperio estaría combatiendo contra tropas desleales y no contra bandidos. Aunque los insurrectos estaban mal liderados, equipados y entrenados —a causa de lo cual eran un sencillo rival para las tropas romanas— Diocleciano consideró la sedición lo bastante importante como para requerir la presencia de un emperador en el campo de batalla.
Maximiano se trasladó a la Galia en el verano de 285 e inició rápidamente la campaña. Desconocemos los aspectos técnicos de la misma, ya que los autores clásicos se limitan a ensalzar las victorias del césar. El panegyrici de 289 habla de una contundente victoria imperial y alaba la clemencia del comandante con los derrotados rebeldes. Como los adversarios de la contienda eran ciudadanos romanos Maximiano no adquirió un nuevo cognomen ni celebró un triunfo. El propio panegirista de Maximiano escribe: «paso rápidamente por este episodio, pues veo en tu magnaminidad el deseo de olvidar esta victoria más que de celebrarla». Antes de la conclusión del año quedaba muy poco de la rebelión inicial, a causa de lo cual Maximiano decidió trasladar sus tropas al Rin y estabilizar la zona.
En otoño de 285 dos huestes de tropas germanas —una de ellas compuesta por burgundios y alamanes, la otra por chaibones y hérulos— vadearon el Rin y entraron en la Galia. La primera de ellas cayó sin luchar, diezmada por las epidemias y el hambre, mientras que el césar interceptó y derrotó a la otra. Tras la victoria, Maximiano estableció numerosos campamentos —entre los que destacan los que construyó en Mogontiacum (Maguncia, Alemania), Augusta Treverorum (Tréveris, Alemania) y Colonia Agrippina (Colonia, Alemania)— a orillas del río desde los que proyectaba iniciar una nueva campaña.

## Carausio
Aunque la mayor parte de la Galia estaba pacificada, los territorios que limitaban con el Canal de la Mancha continuaban siendo atacados por los piratas francos y sajones. Probo y Carino habían comenzado la fortificación del litus Saxonicum, pero aún quedaba mucho por hacer. Prueba de ello es la ausencia de evidencias arqueológicas que demuestren la existencia de bases navales en Dover y Boulogne en 270–285. Maximiano nombró a Carausio —un menapio de Germania Inferior— como responsable de preservar el Canal de posibles ataques. Carausio cumplió muy bien su deber y en 285 capturó numerosas embarcaciones piratas.

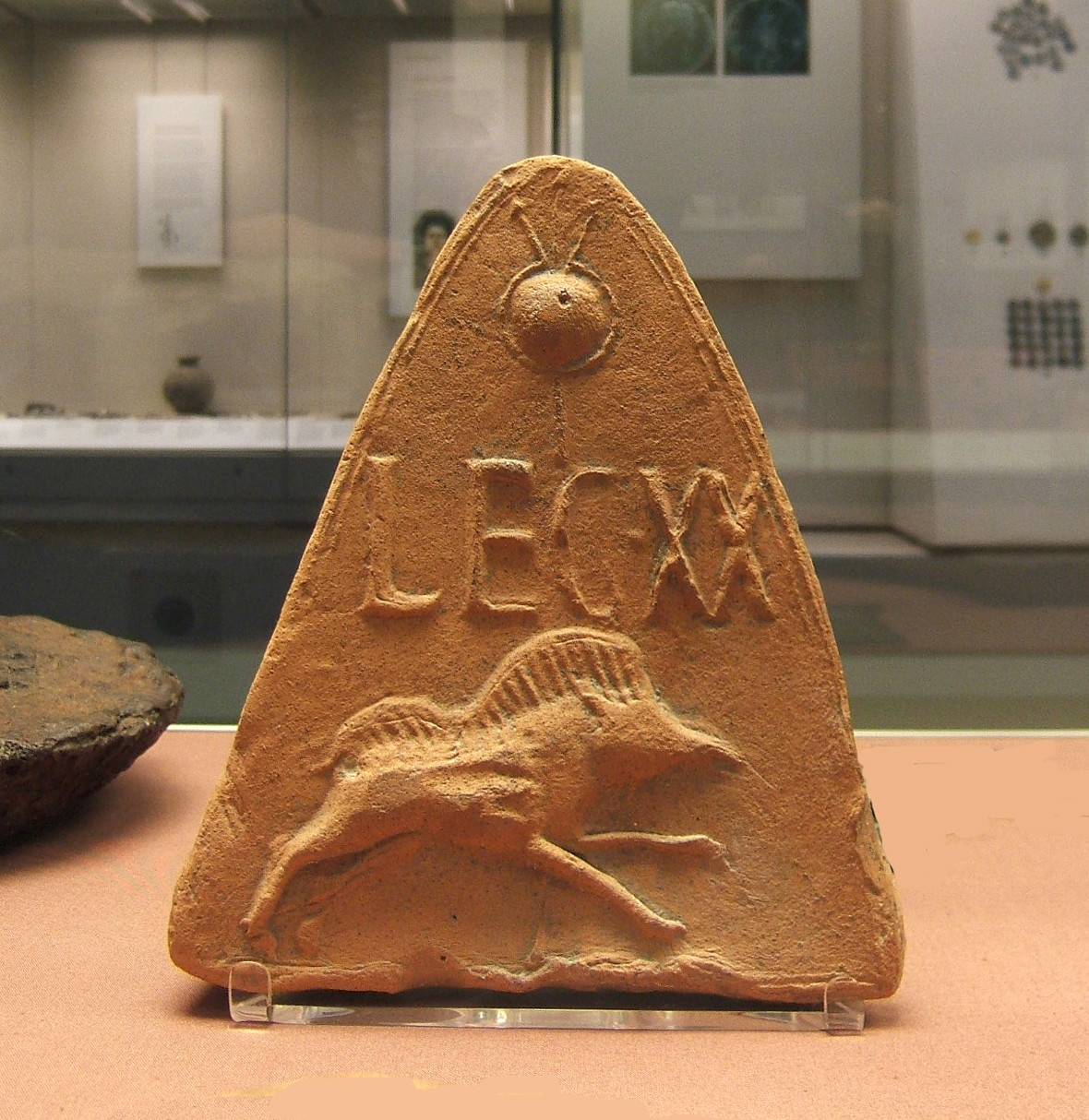
Un antefix romano con el estandarte de la Legio XX Valeria Victrix, una de las legiones que se unió al levantamiento de Carausio.

Cuando advirtieron a Maximiano que Carausio había esperado a que los piratas terminaran el saqueo para atacarles y robarles el botín, el cual, en vez de ser devuelto a la población o destinado al tesoro imperial, había ido a parar a los bolsillos del menapio, el césar ordenó inmediatamente su arresto y lo condenó a muerte. Carausio cruzó el Canal y huyó rápidamente a Britania, donde encontró numerosos apoyos, ya que la Legio II Augusta y la Legio XX Valeria Victrix se unieron a él, así como una de las legiones estacionadas cerca de Bolougne —probablemente la Legio XXX Ulpia Victrix—. Una vez en la isla eliminó rápidamente los pocos elementos lealistas existentes entre sus tropas y se autoproclamó augusto.
Cuando estalló la revuelta, Maximiano poco podía hacer contra los insurrectos: carecía de embarcaciones —había cedido todas a Carausio— y se encontraba en plena campaña contra los hérulos y los francos. Carausio consolidó su posición construyendo más naves, reclutando mercenarios y aumentando el salario de sus tropas. En otoño de 286 Britania, el noroeste de la Galia y el Canal estaban totalmente controlados por los rebeldes. Carausio declaró la independencia de Britania —constituyendo el llamado Imperium Britanniarum— del que se nombró líder, y, para atraerse el apoyo de los comerciantes de Britania y Galia, acuñó una moneda más pura que la de Maximiano y Diocleciano lo que también causó numerosas deserciones entre las tropas imperiales.

## Nombramiento como augusto
Espoleado por la crisis carausiana, el 1 de abril de 286 Maximiano tomó el título de augusto. Esto le concedía el mismo estatus que Carausio —el combate era ahora entre dos augustos en vez de entre un augusto y un césar— y la propaganda imperial proclamó que Maximiano era el hermano de Diocleciano, su par en reputación y autoridad. Es posible que Diocleciano no estuviera presente en el nombramiento de Maximiano, lo que lleva a Seeck a pensar que Maximiano usurpó el título y Diocleciano lo reconoció después con la esperanza de evitar una contienda civil. Esta teoría no ha tenido mucho apoyo en los círculos académicos y recientemente el historiador William Leadbetter la ha rebatido. Con independencia de la distancia entre ambos emperadores Diocleciano confiaba lo bastante en Maximiano como para investirlo con este título, y Maximiano respetaba lo bastante a Diocleciano como para acatar sus órdenes.
El nombramiento de Maximiano tuvo consecuencias. La propaganda imperial de 287 reiteró la existencia de una única e indivisible Roma, un patrimonium indivisum. El mismo panegyrici de 289 insiste en la cuestión: «de modo que este gran imperio es una posesión comunal de ambos, en el que no hay discordia, en el que no debería existir ninguna disputa entre los dos, vosotros sostenéis el Estado como los dos heráclidas, los reyes de Esparta». Las resoluciones procesales y las celebraciones imperiales eran llevadas a cabo en nombre de ambos emperadores, y se usaba la misma moneda en todo el Imperio. En ciertas ocasiones Diocleciano emitió órdenes a la provincia de África, controlada por Maximiano, por lo que es presumible que Maximiano podía haber hecho lo propio en los territorios de Diocleciano.

## Campañas contra las tribus del Rin

### Primeras campañas (286-287)
Maximiano era consciente de que no podía aplastar inmediatamente la insurrección de Carausio, por lo que se centró en combatir a las tribus renanas. Estas tribus contaban con muchos más soldados que los rebeldes e incluía numerosos partidarios de Carausio. Aunque Maximiano tenía numerosos adversarios entre ellas, la mayoría eran más inclinadas a combatir entre sí que a luchar contra el Imperio.
El 1 de enero de 287 —cuando estaba recibiendo las fasces consulares— tuvo noticias de una incursión bárbara en territorio romano. Inmediatamente, el emperador se puso una armadura y marchó contra ellos, dispersándolos casi totalmente y celebrando una victoria en la Galia al término de ese mismo año.

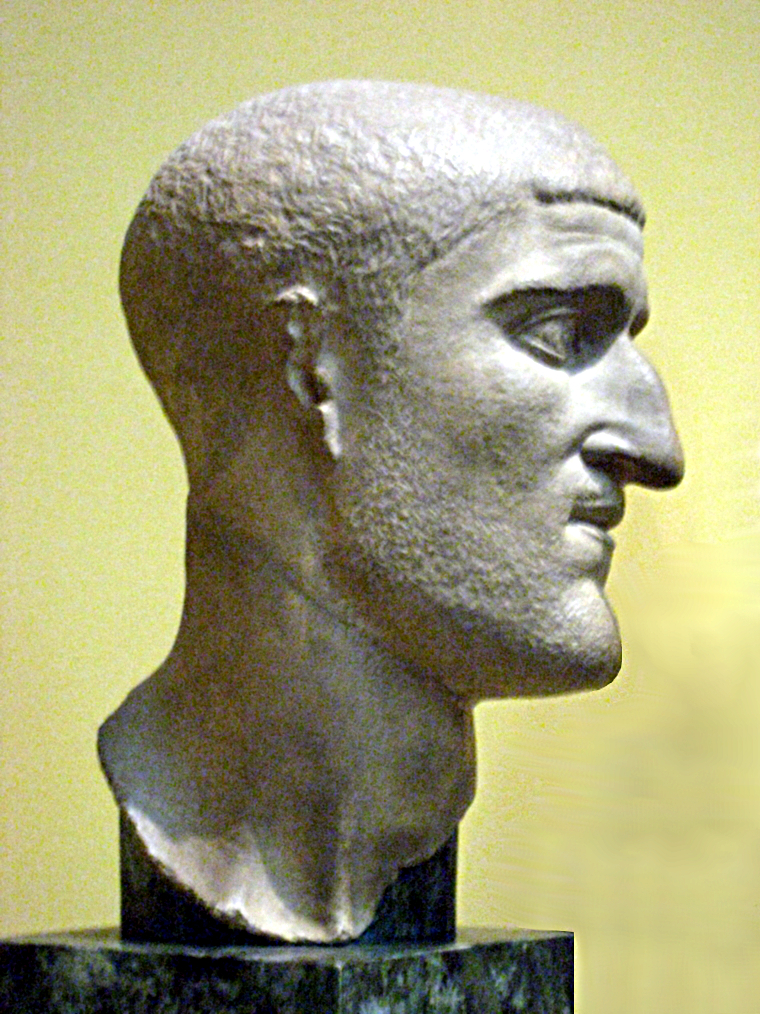
Flavio Constancio, prefecto del pretorio de Maximiano y marido de su hija Teodora.

El emperador consideraba que las tribus burgundias y alamanas localizadas en el territorio de Mosela-Vosgos eran la mayor amenaza, por lo que decidió atacarlas primero. Empleó tácticas de tierra quemada; arrasó sus territorios y diezmó a la población por el hambre y las epidemias. Tras derrotar a estas tribus le tocó el turno a hérulos y chaibones, a los que acorraló y derrotó en un solo combate en el que luchó en persona, yendo a caballo a través de la línea de batalla hasta que las tropas germanas se desbandaron y los soldados romanos iniciaron su persecución. Con sus enemigos debilitados por el hambre Maximiano aprovechó para lanzar una invasión a través del Rin. Las tropas romanas se internaron considerablemente en Germania, devastando el territorio a su paso, y demostrando la superioridad de la máquina militar romana. En el invierno de 287 aún contaba con la iniciativa y había expulsado totalmente de los territorios renanos a las tribus germanas. El panegirista de Maximiano escribió: «todo lo que veo más allá del Rin es romano».

### Campaña contra los alamanes
En la primavera de 288 Maximiano comenzó los preparativos para luchar contra Carausio y Diocleciano retornó del Este. Ambos emperadores tuvieron una reunión —de la que desconocemos cuándo y dónde se celebró— en la que probablemente acordaron iniciar una campaña contra los alamanes y enviar una expedición naval contra Carausio.
Ese mismo año Maximiano invadió por sorpresa los Campos Decumanos mientras Diocleciano penetraba en Germania a través de Recia. Quemaron las cosechas y suministros de comida a su paso, destruyendo los medios de subsistencia germanos. Esta campaña supuso la conquista de considerable territorio, lo que permitió a Maximiano ordenar la construcción de numerosos edificios militares sobre la marcha. A raíz de la invasión se llevó a cabo la reconstrucción de numerosas ciudades renanas y la construcción de varias cabezas de puente en la orilla oriental del Rin, en Maguncia y Colonia; asimismo, Maximiano estableció una frontera militar en la que erigió campamentos, carreteras y ciudades-fortaleza. Una carretera militar a través de Tornacum (Tournai, Bélgica), Bavacum (Bavay, Francia), Atuatuca Tungrorum (Tongeren, Bélgica), Mosae Trajectum (Maastricht, Holanda) y Colonia conectaba los puntos más importantes de la frontera.

### Constancio, Gennobaudes y reasentamiento
En 288 Maximiano ordenó a su praefectus praetorio y yerno, Flavio Constancio, liderar una campaña contra los aliados francos de Carausio, que controlaban los estuarios renanos y hacían imposible un ataque por mar contra Carausio. Constancio marchó inmediatamente al norte, combatiendo hasta alcanzar el mar del Norte y causando la capitulación de sus adversarios. En el tratado de paz se estipuló la restauración del desposeído rey Gennobaudes, a causa de lo cual este pasó a ser vasallo de Maximiano, y, en compañía de otros líderes menores, juró lealtad al Imperio, que consolidó su dominio sobre el territorio.
Maximiano permitió que frisios, salios, chamavos y otras tribus se instalaran en territorio romano, incluso entre el Rin y el Waal desde Noviomagus (Nimega) hasta Traiectum (Utrecht) o cerca de Tréveris. Este permiso llevaba implícito un reconocimiento del dominio romano por parte de estas tribus. Su presencia suponía la llegada de numerosa mano de obra e impedía el asentamiento de nuevas tribus en el territorio, ya que constituían una especie de Estado tapón que reducía la cantidad de tropas necesarias en la zona.

## Últimas campañas en Britania y Galia

### Expedición contra Carausio
En 289 Maximiano estaba preparado para invadir Britania y nada parecía prever el desenlace de la campaña. Ese mismo año el panegyrici se mostraba muy optimista, pero dos años más tarde ni siquiera menciona la contienda. El panegirista de Constancio da a entender que la armada se perdió en una tormenta, aunque es posible que lo único que intentara era ocultar una derrota. Advertido del revés de su compañero, Diocleciano acortó la visita a las provincias orientales, y retornó rápidamente, alcanzando Emesa el 10 de mayo de 290, y Sirmio el 1 de julio de ese mismo año.

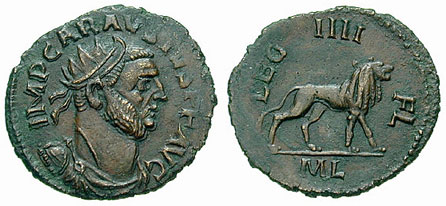
Carausio, emperador rebelde de Britania.

Diocleciano y Maximiano celebraron una nueva reunión en diciembre de 290 o en enero de 291. Al parecer dicha reunión estuvo rodeada de enorme ostentación para contentar a las multitudes que deseaban ver a los emperadores. Historiadores como Potter creen que toda esta pompa servía para evidenciar que Diocleciano continuaba apoyando a Maximiano. Ambos líderes hablaron en secreto sobre asuntos bélicos y políticos, y es posible que consideraran la idea de expandir los nombramientos imperiales para incluir cuatro emperadores —la conocida como tetrarquía—. Una representación del Senado aprovechó la ocasión para reunirse con los emperadores, ya que el contacto entre ambos cuerpos era inusual en esa época. Los emperadores no volverían a reunirse hasta 303.
La derrota de Maximiano abrió una incómoda tregua con Carausio. El emperador toleró su presencia en Britania y en los territorios continentales, pero rechazó reconocer la legitimidad del Estado secesionista. Carausio por su parte estaba contento con la situación. No obstante, Diocleciano no pudo resistir este insulto a su honra. La revuelta del menapio y otras contiendas en Egipto, Siria y el Danubio le hicieron darse cuenta de que dos emperadores no eran bastantes para administrar el Imperio. El 1 de marzo de 293 Maximiano nombró a Constancio césar en Milán. Ese mismo día Diocleciano concedía idéntico título a Galerio, con lo que se establecía la tetrarquía, el «gobierno de cuatro». Tras la ceremonia Constancio declaró que alcanzaría la victoria allí donde no la había obtenido Maximiano.

### Campaña contra Alecto

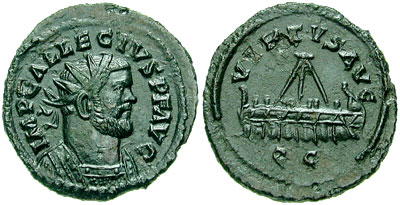
Alecto, sucesor de Carausio.

Constancio respondió rápidamente a las expectativas y en 293 expulsó a las tropas carausianas del norte de Francia. Ese mismo año Carausio era asesinado y reemplazado por su tesorero, Alecto. Inmediatamente después el césar marchó a través de la costa sobre los estuarios del Rin y del Escalda y derrotó a los aliados continentales de los sediciosos, tomando en conmemoración el título de Germánico Máximo. La derrota de las tropas carausianas en el contintente posibilitó que centrara su atención en Britania e iniciara la construcción de una escuadra de invasión.
Maximiano, que se encontraba todavía en Italia tras el nombramiento de Constancio tuvo noticias de los planes de invasión y en verano de 296 retornó a la Galia. Una vez allí se ocupó de la protección del territorio renano mientras Constancio iniciaba la reconquista de Britania. Alecto murió en North Downs luchando contra el praefectus praetorio de Constancio —Asclepiodoto— mientras el propio césar desembarcaba en las inmediaciones de Dubris (Dover) y marchaba rápidamente sobre Londinium (Londres), cuyos ciudadanos le saludaron como un libertador.

## Campañas en el norte de África
La victoria de Constancio hizo que Maximiano pudiera ocuparse de los asuntos en Mauritania. El debilitamiento de la autoridad romana en esta zona durante el siglo III impulsó a las tribus bereberes a atacar los asentamientos romanos, comprometiendo considerablemente su posición en el territorio. En 289 el administrador de Mauritania Cesariense tuvo un respiro tras combatir a las tribus de la zona, pero pronto volvieron las incursiones. En 296 Maximiano alistó tropas entre las cohortes pretorianas, los soldados de Aquileya, Egipto y el Danubio, los auxiliares de Galia y Germania, y los reclutas de Tracia. Finalizado el reclutamiento, los hombres del emperador atravesaron España durante el otoño. Es posible que preservara el territorio ante las incursiones moras antes de cruzar el Estrecho de Gibraltar hacia Mauritania Tingitana y defender la zona de los piratas francos.
En marzo de 297 Maximiano inició una sangrienta ofensiva contra los bereberes. La campaña se alargó considerablemente y el emperador pasó los inviernos de 297 y 298 descansando en Cartago antes de continuar la lucha. No contento con hacerles retroceder hasta los Montes Atlas, desde los que podían continuar combatiendo, Maximiano penetró en territorio berebere. El terreno era muy adverso y los bereberes eran expertos en la guerra de guerrillas, pero el emperador continuó avanzando para causar el máximo daño posible a las tribus bereberes, por lo que arrasó sus territorios, mató a tantos como pudo y les hizo retroceder hasta el Sahara. La campaña concluyó en la primavera de 298, y Maximiano realizó su entrada triunfal en Cartago el 10 de marzo. Numerosas inscripciones ponen de manifiesto el agradecimiento del pueblo al emperador; como Constancio a su entrada en Londres, Maximiano fue aclamado por la multitud como redditor lucis aeternae («restaurador de la luz eterna»). En 299 retornó a Roma, donde celebró un nuevo triunfo en primavera.

## Abdicación
Tras esta última campaña Maximiano retornó al norte de Italia —donde se embarcó en una vida de placer y ostentación en los palacios de Milán y Aquileya— y encomendó la dirección bélica a Constancio. Sus relaciones con el Senado se tornaron mucho más tensas; de hecho, Lactancio lo acusa de atemorizar a los senadores e incluso —aunque esta aseveración es absolutamente errónea, causada por la hostilidad del autor— de asesinar a varios, entre ellos al prefecto de Roma (301/2). En cambio Constancio mantuvo sus buenas relaciones con la aristocracia senatorial y estuvo combatiendo activamente por el Imperio. Derrotó nuevamente a los francos en 300/1 y en 302 —mientras Maximiano estaba descansando en Italia— continuó la campaña contra las tribus germanas del margen superior del Rin.
La celebración vicennalia de Diocleciano en 303 —la conmemoración de los veinte años de su reinado— causó una interrupción en el semiretiro de Maximiano. Es posible que en ese momento Diocleciano hiciera prometer a Maximiano que se retirarían al mismo tiempo, cediendo sus títulos como augustos a los actuales césares: Constancio y Galerio. Cabía esperar que Majencio y Constantino, herederos de Maximiano y Constancio respectivamente, se convirtieran en los nuevos césares. Aunque al parecer Maximiano no deseaba retirarse completamente, Diocleciano tenía todavía el control y alcanzó su propósito con poca resistencia. Antes de alcanzar el ocaso de su carrera Maximiano tuvo un último momento de gloria al oficiar los Juegos Seculares de 304.
El 1 de mayo de 305, Maximiano y Diocleciano abdicaron simultáneamente en ceremonias separadas que se celebraron en Milán y Nicomedia, respectivamente. La sucesión contrarió a Maximiano, pues los nuevos césares serían Severo y Maximino, con lo que su heredero se quedaba sin nada. Severo y Maximino eran competentes y militares y ambos estaban estrechamente relacionados con Galerio: Severo era su sobrino y Maximino un excompañero de armas. Las relaciones de Maximiano con el nuevo orden no serían buenas desde el principio, máxime cuando observó cómo Galerio asumió la posición principal que había detentado Diocleciano. Aunque presidió la ceremonia de la proclamación de Severo como césar, en dos años se rebelaría contra los nuevos tetrarcas. Diocleciano se retiró al palacio que había construido en su tierra natal y Maximiano hizo lo propio en sus villas de Campania y Lucania, donde continuó con su opulenta vida. Aunque distantes de los centros políticos del Imperio, los exemperadores se mantuvieron lo bastante cerca como para continuar en contacto.

## Insurrección de Majencio
En el verano de 306 muere Constancio y Constantino decide asumir el título de augusto. Este hecho molestó a Galerio, que acordó con Constantino su renuncia a cambio del título de césar, mientras Severo pasaba a ser augusto. El 28 de octubre de 306 Majencio, celoso del poder de Constantino, convenció a una cohorte pretoriana para que le proclamase emperador. Consciente de la debilidad de su posición, envió representantes a Maximiano con órdenes de que lo saludaran como augusto y le propusieran una nueva diarquía.
Galerio decidió no reconocer a Majencio y ordenó a Severo marchar sobre la capital. Muchos de los soldados de Severo habían servido con Maximiano y, además, habían aceptado sobornos de su heredero, por lo que la expedición terminó en medio de numerosas deserciones. Derrotado, Severo huyó a Rávena y Majencio puso sitio a la ciudad. Consciente de las complicaciones que entrañaba la toma de una ciudad tan fortificada como Rávena, Maximiano propuso un tratado de paz que Severo aceptó. Tras la capitulación, Maximiano decidió conducir a Severo a una villa pública ubicada al sur de Roma como rehén. En otoño de 307 Galerio en persona lanzó otro ataque sobre la capital, pero una nueva derrota lo llevó a retirarse al norte con la mayor parte de sus tropas.

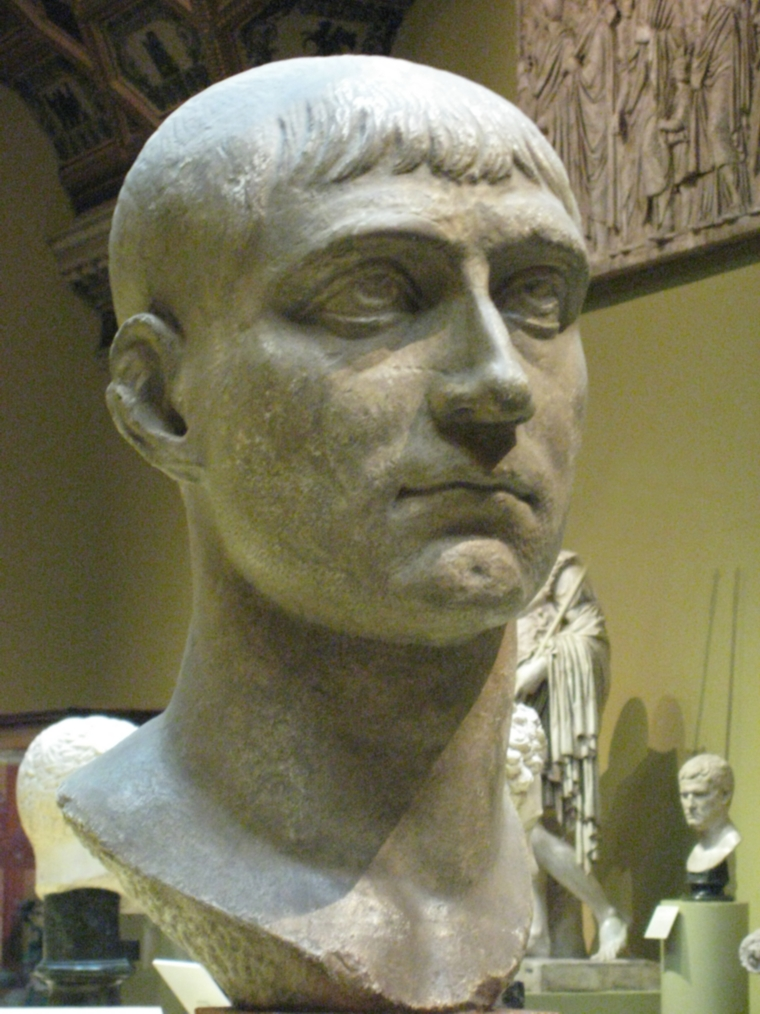
Busto de Majencio.

Tras esta victoria Maximiano se trasladó a la Galia para negociar con Constantino. Alcanzaron un pacto por el que este contraería matrimonio con Fausta —pasando a ser el yerno de Maximiano— y obtendría el estatus de augusto en el nuevo Estado. Constantino a cambio revalidaría la pasada alianza entre Maximiano y Constancio, y apoyaría la causa de Majencio en Italia, aunque permanecería neutral en la contienda con Galerio. El acuerdo sería corroborado en una doble ceremonia celebrada en Tréveris el verano de 307 en la que Constantino se casó con Fausta y obtuvo el reconocimiento como augusto por parte de Maximiano.
Maximiano retornó a la capital en el invierno de 307/308, pero pronto la relación con su heredero se tornó muy tensa. En la primavera de 308 cuestionó su derecho a reinar ante una asamblea de soldados romanos. Habló de una administración decadente, y lo acusó de debilitar al Imperio, incluso lo asió por los hombros rasgando sus vestiduras. Maximiano esperaba que los soldados lo apoyaran, pero se pusieron del lado de Majencio y tuvo que abandonar precipitadamente Italia.
El 11 de noviembre de 308 Galerio decidió reunirse con Diocleciano y Maximiano en la ciudad militar de Carnunto para abordar la inestabilidad política existente. En el concilio se tomaron dos importantes decisiones: Maximiano debía renunciar a su título de augusto y Constantino debía volver a ser césar. Licinio —un militar leal a Galerio— fue nombrado augusto en el Oeste.. En 309 Maximiano volvió a la corte de Constantino en la Galia, la única del Imperio en la que aún era aceptado.

## Rebelión contra Constantino y suicidio
En 310 Maximiano se rebeló contra Constantino, mientras este se encontraba de campaña contra los francos. En Arlés —ciudad a la que había sido enviado para evitar que Majencio pudiera realizar incursiones en el sur de la Galia— anunció que Constantino estaba muerto y tomó la púrpura imperial, pero, a pesar de prometer sobornos a cualquiera que lo apoyara como emperador, la mayor parte de los soldados se mantuvieron leales a Constantino y Maximiano tuvo que huir. Tras ser advertido de la insurrección, el césar abandonó la campaña y se trasladó inmediatamente a Massilia (Marsella), donde Maximiano y sus hombres se habían refugiado. Aunque la ciudad estaba en condiciones para resistir un asedio, los ciudadanos decidieron abrir las puertas traseras a las tropas de Constantino, que capturaron a Maximiano. El otrora augusto tuvo que renunciar a sus títulos y ese mismo verano se ahorcó, pues el césar le había condenado a muerte.
Pese a la ruptura de sus relaciones, muerto Maximiano, Majencio se presentó como un hijo devoto de su padre. Ordenó acuñar monedas con la imagen deificada de Maximiano y anunció el deseo de vengar su muerte.
En un primer momento, Constantino mostró el suicidio como un lamentable drama doméstico. No obstante, en el año 311 presentó una nueva versión en virtud de la cual, después de que el césar perdonara a Maximiano, este habría planeado asesinarle mientras dormía. Fausta se enteró del complot y avisó a Constantino, que puso a un eunuco en su cama y atrapó a Maximiano cuando este lo mató. Tras el incidente Maximiano aceptó suicidarse. Constantino instituiría además un damnatio memoriae sobre Maximiano por el que ordenó la destrucción de cualquier elemento público que le hiciera alusión.
La victoria de Constantino en la batalla del puente Milvio —acaecida el 28 de octubre de 312— comportó el dominio de toda Italia y la muerte del único heredero varón de Maximiano. Tras el combate, Eutropia declaró que Majencio no era hijo de Maximiano y Constantino decidió rehabilitar su memoria; invalidó su apoteosis y lo volvió a divinizar, probablemente en 317. En 318 Maximiano comenzó a aparecer como divus en las monedas de Constantino con los ya divinizados Constancio y Claudio el Gótico. Los tres serían aclamados como antepasados de Constantino y considerados como «los tres mejores emperadores». A través de Fausta y Flavia, Maximiano sería abuelo o bisabuelo de cada emperador reinante en el periodo comprendido entre 337 y 363.
| Predecesor: Diocleciano                                                          | Emperador romano 286-305 con Diocleciano (284-305)                                              | Sucesor: Constancio I                                                         |
| Predecesor: Caro y Numeriano                                                     | César romano 285-286                                                                            | Sucesor: Constancio I (Galia, Viennensis, Britania) (en 293)                  |
| Predecesor: Marco Junio Máximo Vetio Aquilino                                    | Cónsul del Imperio romano junto con Diocleciano Augusto (287) y Pomponio Januario (288) 287-288 | Sucesor: Marco Magrio Baso Lucio Ragonio Quinciano                            |
| Predecesor: Marco Magrio Baso Lucio Ragonio Quinciano                            | Cónsul del Imperio romano junto con Diocleciano Augusto 290                                     | Sucesor: Gayo Junio Tiberiano Casio Dión                                      |
| Predecesor: Afranio Anibaliano Julio Asclepiodoto                                | Cónsul del Imperio romano junto con Diocleciano Augusto 293                                     | Sucesor: Flavio Valerio Constancio César Gayo Galerio Valerio Maximiano César |
| Predecesor: Diocleciano Augusto Flavio Valerio Constancio César                  | Cónsul del Imperio romano junto con Gayo Galerio Valerio Maximiano César 297                    | Sucesor: Anicio Fausto Virio Galo                                             |
| Predecesor: Anicio Fausto Virio Galo                                             | Cónsul del Imperio romano junto con Diocleciano Augusto 299                                     | Sucesor: Flavio Valerio Constancio César Gayo Galerio Valerio Maximiano César |
| Predecesor: Flavio Valerio Constancio César Gayo Galerio Valerio Maximiano César | Cónsul del Imperio romano junto con Diocleciano Augusto 303-304                                 | Sucesor: Flavio Valerio Constancio César Gayo Galerio Valerio Maximiano César |
| Predecesor: Constancio I Galerio                                                 | Cónsul del Imperio romano junto con Severo Augusto 307                                          | Sucesor: Diocleciano Augusto Galerio                                          |